# Verolengo
Verolengo is een gemeente in de Italiaanse provincie Turijn (regio Piëmont) en telt 4647 inwoners (31-12-2004). De oppervlakte bedraagt 29,2 km², de bevolkingsdichtheid is 159 inwoners per km².

## Demografie
Verolengo telt ongeveer 2008 huishoudens. Het aantal inwoners steeg in de periode 1991-2001 met 1,2% volgens cijfers uit de tienjaarlijkse volkstellingen van ISTAT.
| Jaar | Inwoneraantal |
| ---- | ------------- |
| 1991 | 4415          |
| 2001 | 4469          |

## Geografie
Verolengo grenst aan de volgende gemeenten: Saluggia (VC), Rondissone, Chivasso, Crescentino (VC), Torrazza Piemonte, Brusasco, Monteu da Po, San Sebastiano da Po, Lauriano.
1. ↑  https://demo.istat.it/?l=it.